# Зальцбургский пасхальный фестиваль
Зальцбургский пасхальный фестиваль (нем. Osterfestspiele Salzburg) — ежегодный музыкальный фестиваль в австрийском Зальцбурге, организованный в 1967 году Гербертом фон Караяном.
Каждый год программа фестиваля включает в себя оперу и несколько концертов. Десятидневный фестиваль считается одним из элитных в мире и не зависит от Зальцбургского фестиваля.

## История и деятельность
С 1967 года Берлинская филармония художественным центром фестиваля под музыкальным руководством своего главного дирижёра — Герберта фон Караяна. Основное место проведения — Большой фестивальный зал в Зальцбурге, дополненное мероприятиями в Большом зале Международного фонда Моцартеум. Главный дирижёр Берлинской филармонии отвечает за музыкальное направление фестиваля и большинство оркестровых концертов, где работает известный приглашённый дирижёр.
Начиная с 1994 года, серию камерной музыки «Kontrapunkte», основанная Клаудио Аббадо, дополнили программу фестиваля, где участники Берлинского филармонического оркестра выступали с известными солистами в качестве камерных музыкантов.
Финансирование фестиваля складывается из двух составляющих: 92 % его бюджета поступает за счет взносов от спонсоров фестиваля и продажи билетов. Только восемь процентов поступают в виде субсидии из государственного бюджета. Такой высокий уровень собственного субсидирования может поддерживаться только с помощью системы спонсорства и подписки с очень высокими ценами на билеты, что вызвало обвинение фестиваля в элитарности.
Герберт фон Караян руководил Пасхальным фестивалем с 1967 по 1991 год. В 1992—1993 годах фестиваль возглавлял Георг Шолти, в 1994—2002 годах — Клаудио Аббадо. Его сменил Саймон Рэттл, который был художественным руководителем фестиваля с 2003 по 2012 год.
На рубеже 2009—2010 годов Зальцбургский пасхальный фестиваль столкнулся с финансовым скандалом, когда прокуратура Зальцбурга расследовала несколько подозреваемых в мошенничестве. В результате были уволены бывшие управляющий директор Майкл Девит и технический директор Клаус Кречмер. В результате весной 2010 года Пасхальный фестиваль был реорганизован по структуре и кадрам. Была основана новая компания Osterfestspiele Salzburg GmbH со следующими акционерами: Фонд Герберта фон Караяна «Пасхальный фестиваль Зальцбурга» (25 %), город Зальцбург (20 %), земля Зальцбург (20 %), компания Salzburger Land Tourismus GmbH (20 %) и Ассоциация спонсоров Пасхального фестиваля в Зальцбурге (15 %). Управлять фестивалем был назначен британский музыкальный менеджер Питер Алвард.
Через несколько недель после фестивального сезона 2011 года Берлинская филармония неожиданно объявила о своем выходе из Зальцбургского пасхального фестиваля после сезона 2012 года. С 2013 года филармония участвует в Пасхальном фестивале в Баден-Бадене, который проходит в Зале музыкальных фестивалей этого города.
Новым художественным руководителем Зальцбургского пасхального фестиваля с сезона 2013 года стал Кристиан Тилеман, а новым оркестром — Саксонская государственная капелла. С тех пор оперные постановки были перенесены в Оперу Земпера. С 1 июля 2015 года композитор и дирижёр Петер Ружичка взял на себя управление Пасхальным фестивалем в качестве управляющего директора. С сезона 2017 года в программу фестиваля была добавлена камерная опера как вторая сценическая постановка. В центре внимания фестиваля были произведения XX и XXI века: за «Lohengrin» Сальваторе Шаррино последовал «Satyrikon» Бруно Мадерны (одноактная опера по книге Петрония) в 2018 году и мировая премьера камерной оперы «Thérèse» Филиппа Майнца в 2019 году.
Преемник Ружички Николаус Бахлер объявил, что с 2020 года фестиваль будет «с точки зрения содержания и структуры смотреть в будущее». Он убежден, что музыка и сцена должны найти равные условия, чтобы передать современный взгляд на старые и новые произведения. Но фестиваль 2020 года не проводился из-за пандемии COVID-19.
В 1990-х годах в рамках проведения Зальцбургского пасхального фестиваля было проведено мероприятие по вручению художественной премии Prix Eliette von Karajan (учреждена вдовой Герберта фон Караяна) и литературной премии Premio Nonino.